# Hulice
Hulice är en ort i Tjeckien.   Den ligger i regionen Mellersta Böhmen, i den centrala delen av landet, 60 km sydost om huvudstaden Prag. Hulice ligger 405 meter över havet och antalet invånare är 303.
Terrängen runt Hulice är platt. Runt Hulice är det ganska glesbefolkat, med 28 invånare per kvadratkilometer. Närmaste större samhälle är Zruč nad Sázavou, 3,6 km norr om Hulice. Omgivningarna runt Hulice är en mosaik av jordbruksmark och naturlig växtlighet.